# Mucheln
Mucheln ist eine Gemeinde im Kreis Plön in Schleswig-Holstein. Baumrade, Friedeburg, Hasselburg, Neuhege, Seeberg, Sellin, Tresdorf und Winterfeld liegen im Gemeindegebiet.

## Geografie und Verkehr
Mucheln liegt etwa 18 km östlich von Kiel und etwa 10 km nördlich von Plön in einer seenreichen Umgebung. Angrenzend an das Gemeindegebiet liegen im Osten der Tresdorfer See, im Süden der Lebrader Teich und im Westen der Gödfeldteich. Etwa 7 km nördlich verläuft die Bundesstraße 202 von Kiel nach Lütjenburg und etwa 7 km südöstlich die Bundesstraße 430 von Plön nach Lütjenburg.

## Politik

### Gemeindevertretung
Bei der Kommunalwahl am 14. Mai 2023 wurden insgesamt neun Sitze vergeben. Von diesen erhielt "aktiv Mucheln gestalten" sechs Sitze und die Freie Wählergemeinschaft Mucheln drei Sitze.

### Wappen
Blasonierung: Von Gold und Grün im Schrägzinnenschnitt schrägrechts geteilt. Oben ein blaues Seeblatt, unten ein an der Teilung wachsendes überhalbes silbernes Mühlrad.

## Wirtschaft
Die Gemeinde ist überwiegend landwirtschaftlich geprägt.